# Indalsälvens delta
Indalsälvens delta este o arie protejată (arie specială de conservare — SAC, sit de importanță comunitară — SCI) din Suedia întinsă pe o suprafață de 146,6 ha, integral pe uscat.

## Localizare
Centrul sitului Indalsälvens delta este situat la coordonatele 62°30′24″N 17°27′40″E / 62.5067°N 17.461°E.

## Înființare
Situl Indalsälvens delta a fost declarat sit de importanță comunitară în decembrie 2007 pentru a proteja 1 specie de plante. Situl a fost protejat și ca arie specială de conservare în decembrie 2017.

## Biodiversitate
Situată în ecoregiunile boreală și marină baltică, aria protejată conține 5 habitate naturale: Terase mlăștinoase și terase nisipoase neacoperite de apă la reflux, Păduri naturale în etape succesive primare ale suprafețelor emergente de coastă, Lagune de coastă, Litoraluri nisipoase din Baltica boreală cu vegetație perenă, Estuare.
La baza desemnării sitului se află o specie protejată de  plante: Persicaria foliosa.